# Sud Mennucci
Sud Mennucci là một đô thị ở bang São Paulo của Brasil. Đô thị này nằm ở vĩ độ 20º41'27" độ vĩ nam và kinh độ 50º55'26" độ vĩ tây, trên khu vực có độ cao 386 m. Dân số năm 2004 ước tính là 7.447 người. 

## Địa lý
Đô thị này có diện tích 590 km².

### Sông ngòi
- Sông Tietê
- Sông São José dos Dourados

### Các xa lộ
- SP-310